# Daejeong-eup
Daejeong-eup (koreanska: 대정읍) är en köping i kommunen Seogwipo i provinsen Jeju i den södra delen av Sydkorea, 500 km söder om huvudstaden Seoul.  Daejeong-eup ligger på södra delen av ön Jeju cirka 40 km sydväst om öns huvudort Jeju.
Till köpingen hör öarna Gapado och Marado.